# 公営田
公営田（くえいでん）には、以下の意味がある。
- 民間人が経営する私営田に対し、国家直営の田地を意味する日本史用語。
- 律令国家において財政不足を補うために設定された官田・勅旨田・諸司田など、朝廷や地方官衙が設置した田地。下記の狭義の「公営田」も含まれる。
- 平安時代前期（9世紀）に大宰府管内及び一部令制国で導入された公営の田地制度を指す。本項にて解説する。

## 沿革
8世紀初年に本格的に始まった日本の律令制は、戸籍・計帳を元にして百姓・人民を把握し、口分田を班給する代わりに租税を賦課するという支配体制をとっていたが、8世紀後期ごろから租税負担を回避するために逃亡・浮浪する百姓らが増加していくなど、律令制支配に行き詰まりが生じていた。9世紀に入ってもそうした状況は改善されなかった。
先行例として813年（弘仁4年）に石見国において田地30町を指定して3年間限定で行われたものがあるが、本格的かつ史料が多く残されているものとして挙げられるのは大宰府管内で実施されたものがある。823年（弘仁14年）2月21日、参議兼大宰大弐の小野岑守（おののみねもり）は、公営田の導入を建議した。当時、大宰府管内では不作が続いて税収不足に陥り、さらに疫病により百姓らの困窮が著しかった。そうした中、岑守は財源獲得と窮民救済を目的として、期限付き（30か年限）で管内田地の一部を大宰府直営の公営田とし、そこからの収入をもって財源に充てることを提案したのである。
岑守の提案は採用され、4か年に限って大宰府管内9か国の口分田65,677町と乗田（口分田班給後に余った田地）10,910町総計約76,587町のうち12,095町（うち口分田5,894町・乗田6,201町）を公営田とすることが認められた。公営田の耕作のため、年間6万人以上の百姓らを徭丁として動員し、5人当たり1町の耕作が割り当てられた（徭丁の実施形態については雑徭説と雇役説がある）。耕作百姓は30日の耕作が義務付けられる（5人で150日分となる）とともにその調・庸は免除された。実際の管理運営の責任は地域の実力者である「正長」によって行われた。公営田の収穫の中から、中央へ納入すべき調・庸や耕作百姓への人別米2升の食料・町別120束の報酬（佃功という）、溝池修理料などが支弁され、その残余がすべて大宰府や国衙の収入となった。大宰府管内の本来の正税額は約50万束であったが、公営田収入は100万束以上と本来額の2倍にのぼっている。公営田制の主要な目的は、百姓らから直接、調・庸を徴収することを廃し、交易によって調・庸を調達することにあったと評価する説や調や庸など人頭税的性格を持つ税が地税へと転換される過渡期の制度と評価する説などがある。
公営田の導入は、人別課税を基本とした律令制支配から土地課税を重視した支配への転換を示す最初期の例であった。ただ、大宰府で試行された公営田制度はあくまで時限的なものであり、永続的なものではなかった。9世紀中期（855年頃）には肥後で実施された記録が残っており、その後（879年ごろ）、上総でも公営田が施行されている。また、壱岐国（876年）、薩摩国（852年）、信濃国（885年）にも「営作田」「国厨田」などと呼ばれる同様の趣旨の田地の設置記事がある。これについては、公営田の施行が次第に拡がったとする見解と、公営田の施行は限定的だったとする見解がある。
879年（元慶3年）には畿内諸国に元慶官田が置かれた、これに公営田の経営方式が継承されている。しかし、こうした公営田は次第に諸司田や要劇田として再編され、制度としての公営田は、10世紀までに廃絶した。